# Joachim von Korsun
Joachim von Korsun (russisch Иоаки́м Корсу́нянин, Ioakim Korsunjanin) (* vor 988; † um 1030) war der erste Bischof von Nowgorod (988/989 bis um 1030).
Er wird in der russisch-orthodoxen Kirche in Nowgorod als Heiliger verehrt. Gedenktage sind der 10. Februar und der 19. Juni.

## Leben
Über sein Leben gibt es nur wenige Informationen. Er kam wahrscheinlich aus der byzantinischen Stadt Chersones (Korsun) auf der Krim. 988 hatte sich Wladimir von Kiew taufen lassen. Vorher hatte er Chersones belagert.
988 soll Joachim nach Nowgorod gekommen sein. Er soll das Standbild des Gottes Perun in den Wolchow geworfen und an dessen Stelle den Bau eines Klosters veranlasst haben. 42 Jahre sei er im Amt gewesen. In seiner Zeit entstanden das Sophienkloster, die Sophienkirche, die Kirche St. Joachim und Anna und eine weitere Kirche. Joachim wurde in der Kirche St. Joachim und Anna begraben. 1598 wurde seine Überreste in die Sophienkathedrale umgebettet. 1981 wurde er heiliggesprochen.
Joachim soll der Verfasser der Joachimschronik gewesen sein. Diese wurde im 18. Jahrhundert vom russischen Historiker Wassili Tatischtschew veröffentlicht. Die Echtheit der Chronik ist umstritten, Joachim war wahrscheinlich nicht der Verfasser.